# Ochna integerrima
Espèce
Synonymes
- Elaeocarpus integerrimus Lour.[1] [2]
- Elaeocarpus integerrimus Loureiro[3]
- Ochna harmandii Lecomte[1] [3]

Ochna integerrima est une espèce de plantes à fleurs de la famille des Ochnaceae. C'est un arbuste originaire d'Asie du Sud-Est. Dans la partie Sud (approx.) du  Viêt Nam, c'est un symbole du nouvel an lunaire où sa floraison est contrôlée par les horticulteurs pour s'épanouir exactement le jour (mobile) de la fête du Têt pour porter bonheur, à l'instar du Muguet de mai en Europe tempérée qui doit s'ouvrir le 1er mai. Dans la partie Nord du Viêt Nam, c'est la fleur rose du pêcher qui tient historiquement ce rôle (le pêcher ne pousse pas dans le Sud) . 

## Description

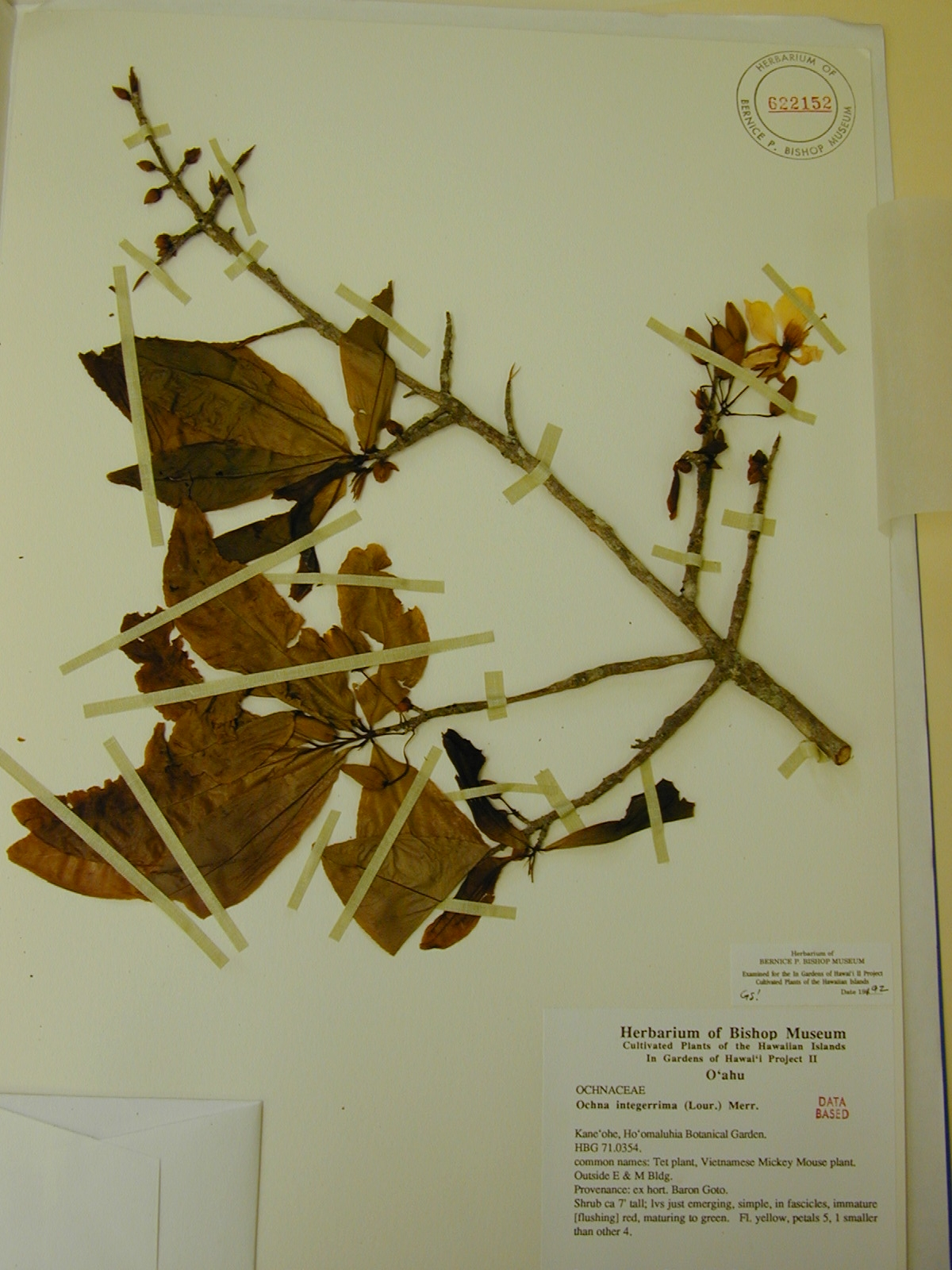
Spécimen en herbier.
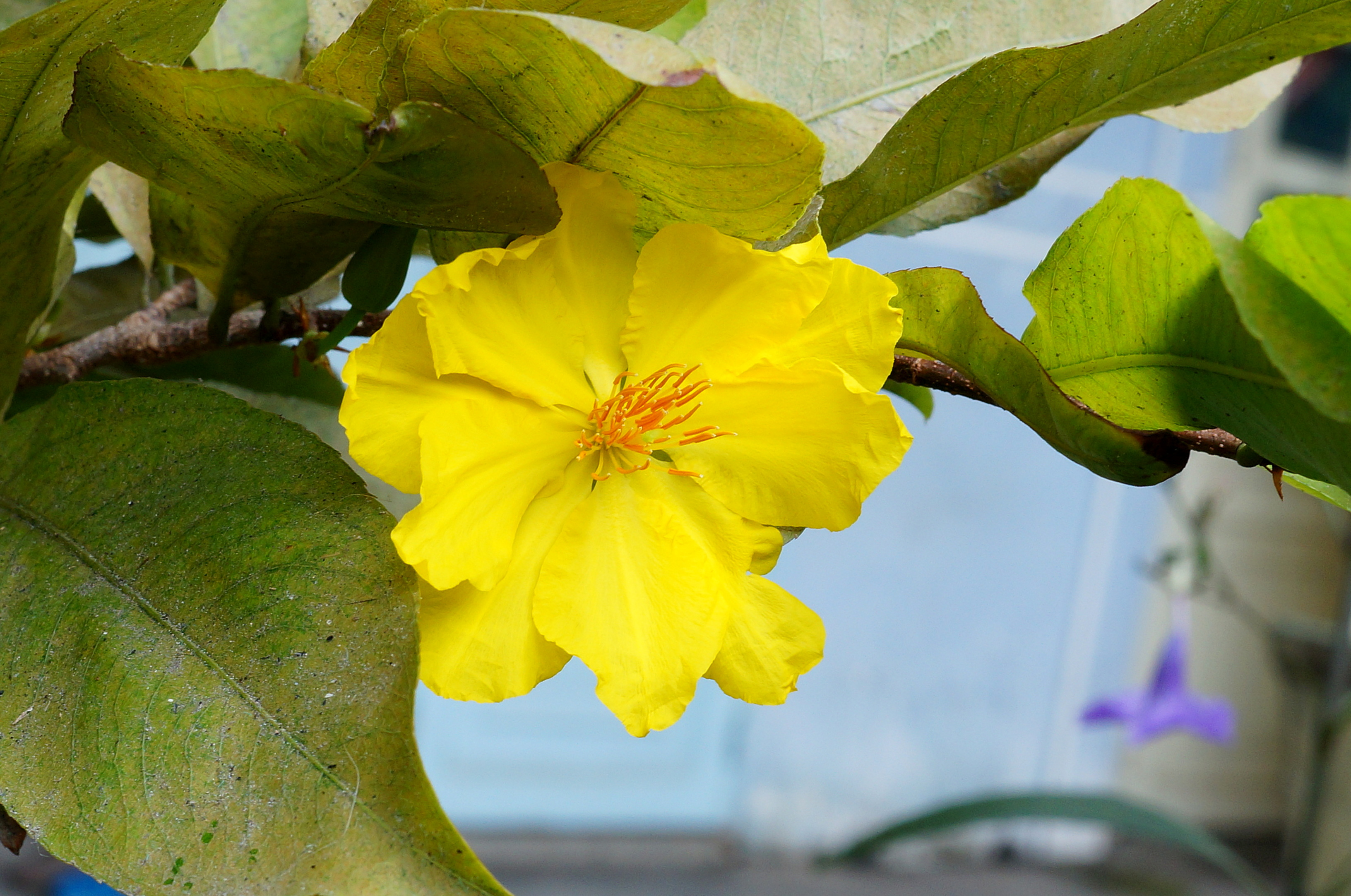
Fleurs et feuilles.
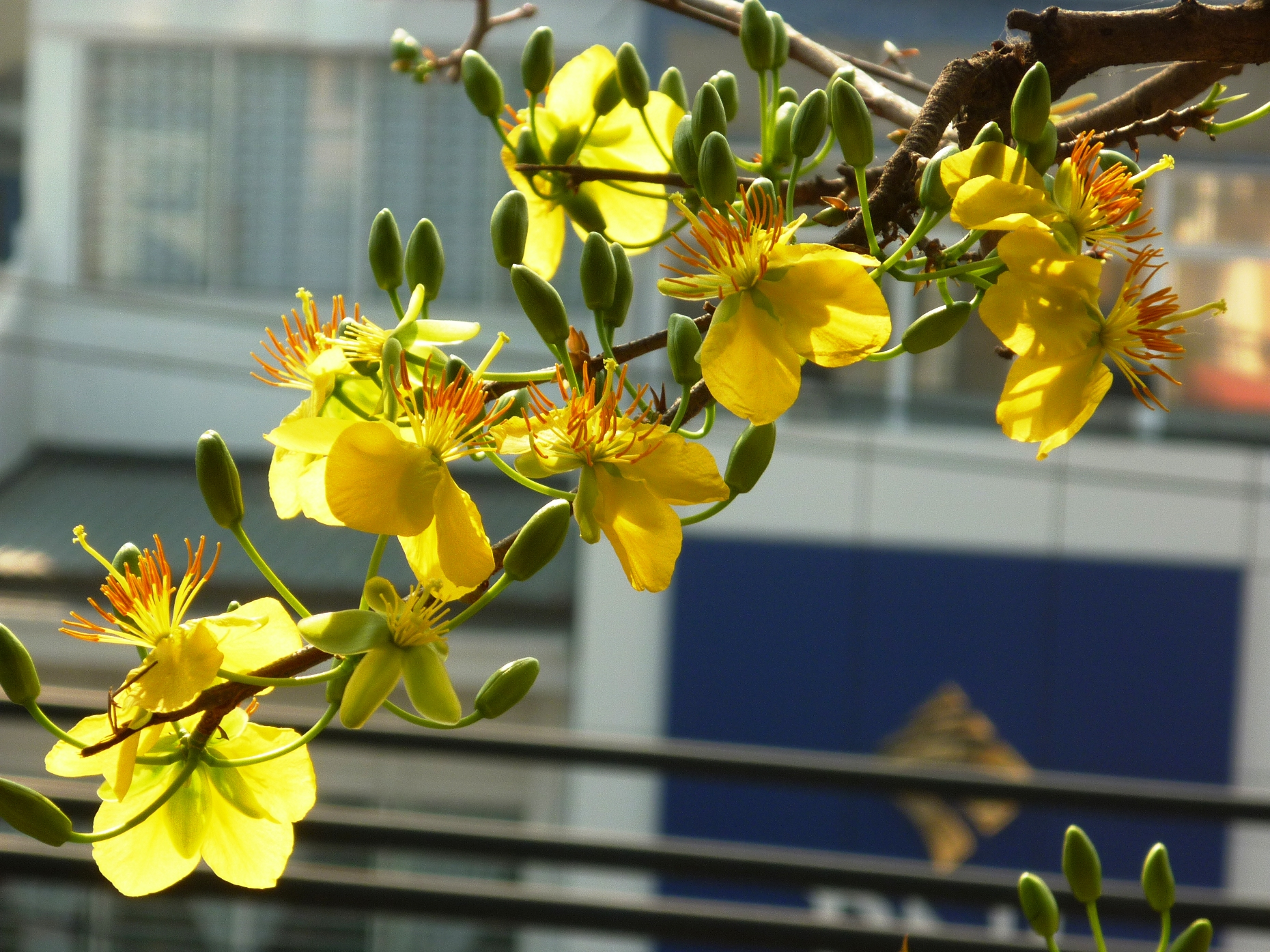
Boutons et fleurs épanouies.

- Arbuste atteignant 7 mètres de hauteur.
- Grandes fleurs jaunes de 3 cm de diamètre.
- Le calice devient rouge à maturité comme beaucoup d'espèces du genre.

## Répartition
Inde, Chine du sud, Indochine, Malaisie.

## Classification
Cette espèce a été décrite pour la première fois par João de Loureiro (1717-1791) sous le basionyme de Elaeocarpus integerrimus, puis reclassée en 1935 dans le genre Ochna par Elmer Drew Merrill (1876-1956).
L'épithète spécifique integer signifie « entier » suivi suffixe ima, du féminin de imus, « le plus ». 
En classification phylogénétique APG IV (2016), elle est classée dans le genre Ochna, assigné à la famille des Ochnaceae, tout comme en classification phylogénétique APG II (2003) ou en classification classique de Cronquist (1981).

## Utilisation

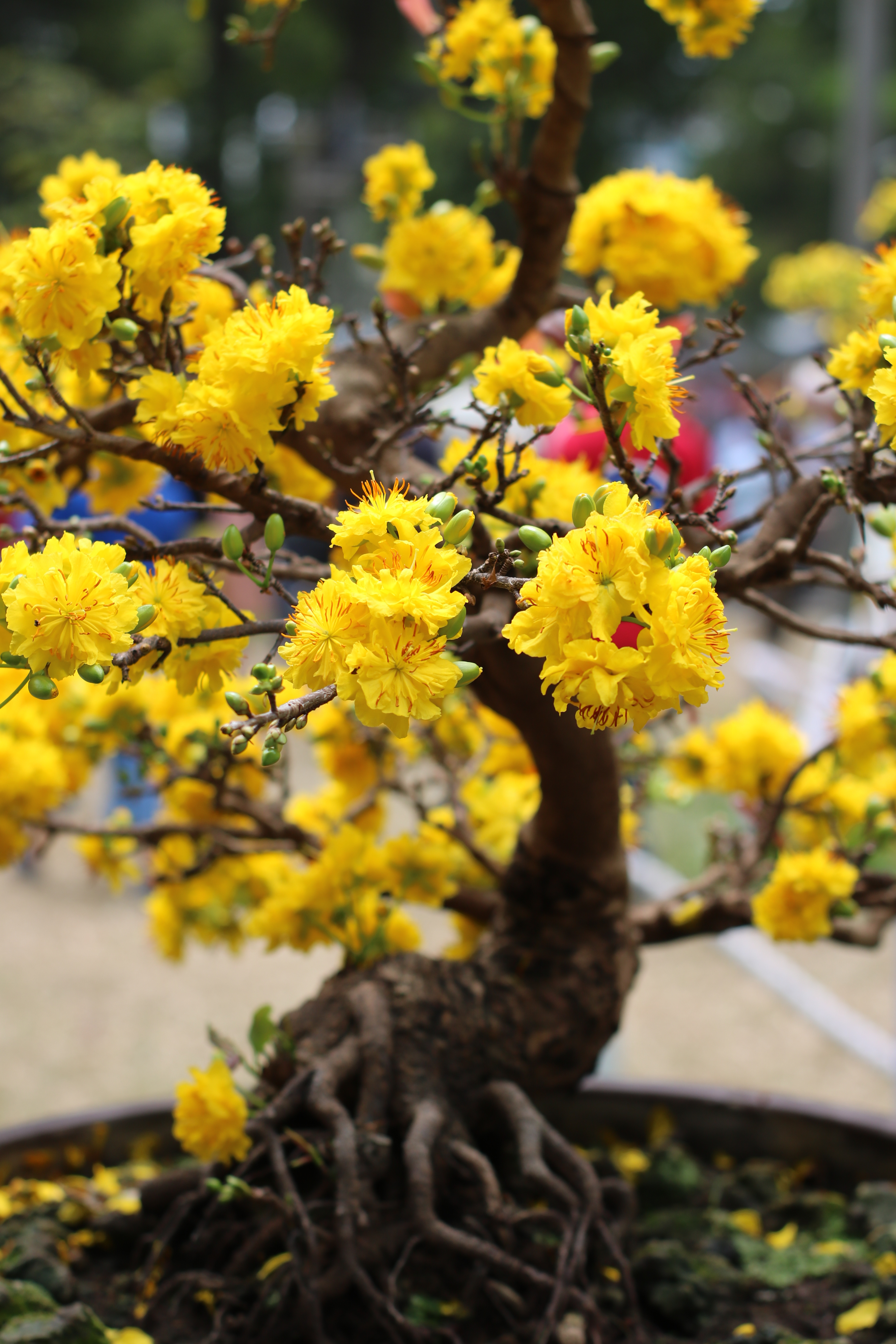
Arbre cultivé en pot, miniaturisé en bonsaï.
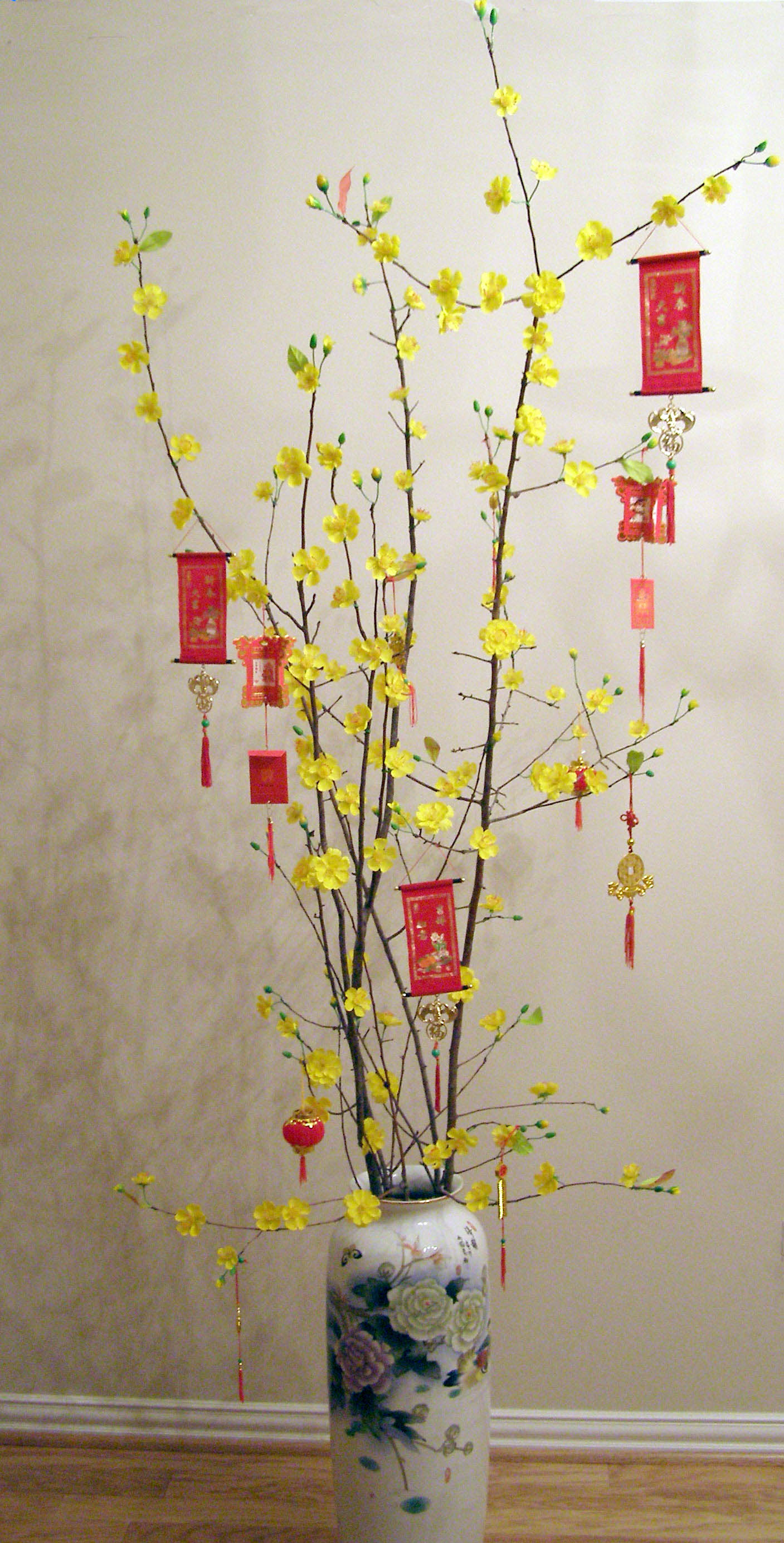
Bouquet pour la fête du Têt.
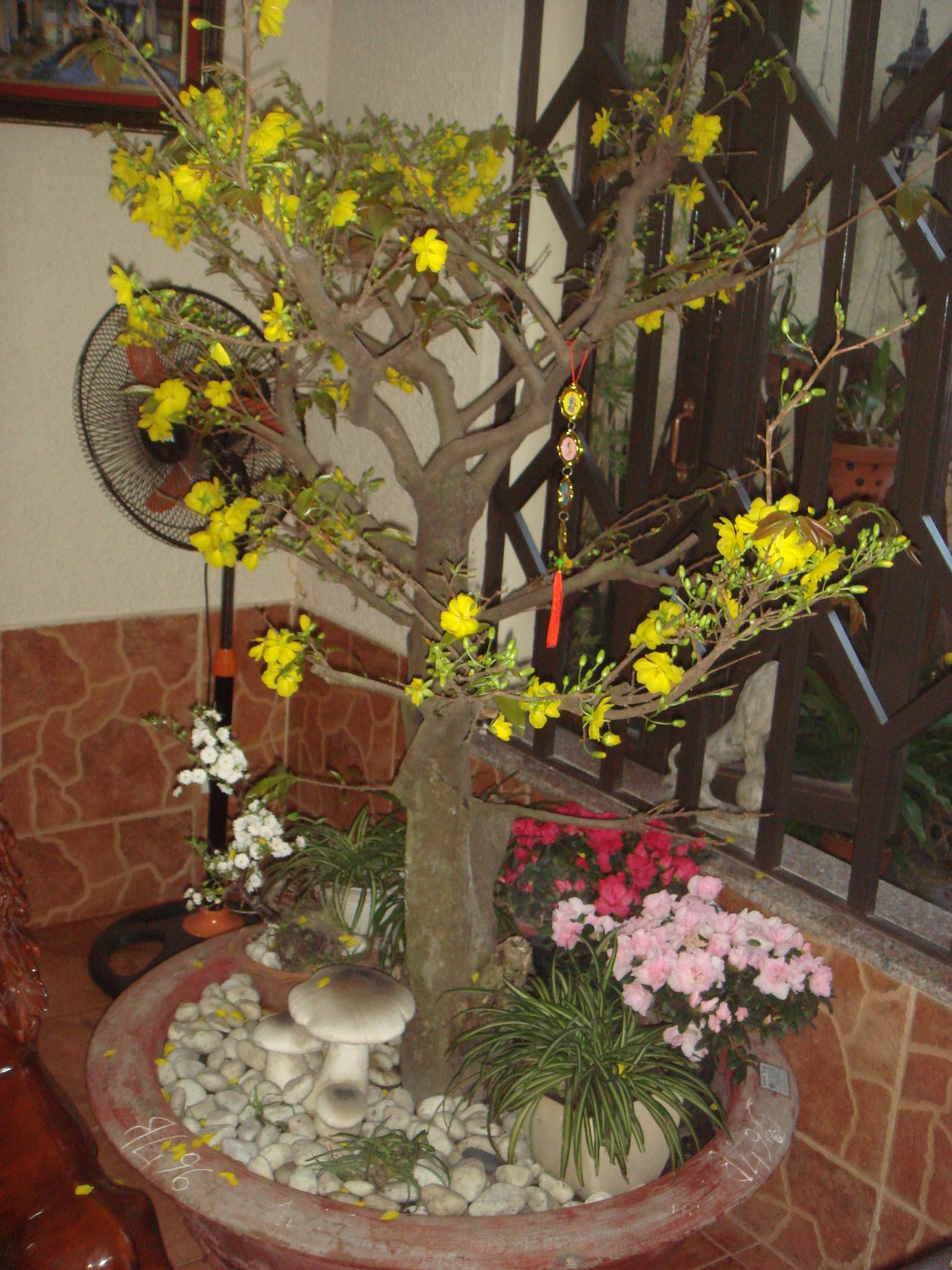
Arbre décoré pour le jour de l'an, Têt.

Cultivée à des fins ornementales en Asie tropicale.